# Dirovo
Dirovo ili Kizdir (mađ. Kisdér) je selo u južnoj Mađarskoj.
Zauzima površinu od 4,37 km četvornih.

## Zemljopisni položaj
Nalazi se u Baranji, na 45° 56' 26" sjeverne zemljopisne širine i 18° 7' 41" istočne zemljopisne dužine, 3 km sjeverno od Viljanske planine.
Susjedna naselja su 2 km sjeverozapadno udaljena Bokšica, Garčin 2 km sjeverno, Regenja 3 km sjeveroistočno, Suka 4 km sjeveroistočno, Boštin 6 km istočno-sjeveroistočno, Ovčar 1 km istočno i jugoistočno, Siklósbodony 2 km južno, Tengarin 2,5 km jugozapadno i Tišnja 5 km zapadno-sjeverozapadno.

## Upravna organizacija
Upravno pripada Šikloškoj mikroregiji u Baranjskoj županiji. Poštanski broj je 7814.

## Povijest
Dirovo (Kizdir) se prvi put spominje 1314., a pola desetljeća kasnije kao veće selo. Ime mu je zabilježeno u obliku Kwzdyrnek, a pripadalo je pečuškom kaptolu.
Za vrijeme turske okupacije su obitelji Pestényi odnosno Őri-Dachol imali ondje svoje posjede. Poslije 1550. su posjednicima postali Imre Bika, Istvánffyji iz Kisasszonyfe te grofovi Draškovići putem bračnih veza.
Nakon izgona Turaka je opet posjedom pečuškog kaptola odnosno pečuškog sjemeništa. Dirovo je u to vrijeme najviše se bavilo stočarstvom. U blizini sela su se nalazili i mlinovi, a od 1925. i mljekara. Uz granicu sela Kizdira su bila žitna polja.

## Stanovništvo
Dirovo (Kizdir) ima 149 stanovnika (2001.). Mađari su većina. Rimokatolika je 82,6%, kalvinista nešto preko 2% te ostali.

## Vanjske poveznice
- (mađ.) Kisdér község lapja
- Dirovo (Kizdir) na fallingrain.com